# Institut français en Inde
Pour les articles homonymes, voir IFI.
L' Institut français en Inde (IFI) fait partie du réseau mondial des instituts français. L'antenne de Delhi est l'unique d'Inde, l'Institut français de Pondichéry étant un institut de recherche et non d'échange culturel et linguistique.

## Historique
L’Institut français de New Delhi a été inauguré le 29 mars 2012 par Mr Xavier Darcos, alors président de l'Institut français, dans le cadre d’une réforme mondiale du réseau culturel et de coopération du ministère français des Affaires étrangères et européennes initiée par la loi du 27 juillet 2010, en remplacement des activités culturelles françaises qui étaient jusque-là réunies au sein de l'association Culturesfrance.
Cette réorganisation a apporté une meilleure unité et une plus grande simplicité de gestion. Les services de coopération universitaire, éducative, linguistique et culturelle de l’Ambassade de France ont ainsi fusionné pour devenir l’Institut français. Ils entretiennent des liens étroits avec le Consulat général ainsi que le bureau de l'Alliance française du pays, les autorités nationales et locales et d'autres institutions francophones comme les lycées et écoles français(es). 
Le Lycée français de Delhi et le Centre de Sciences Humaines partagent les locaux de l'Institut, qui s'étendent sur un terrain arboré à proximité immédiate de l'hôtel cinq étoiles Taj Mahal, du cimetière Parsi et à quelques centaines de mètres seulement du célèbre Rajpath de New Delhi,. 

## Rôle éducatif
Le but premier de l'Institut est de proposer des cours, formations et examens de français à un public aussi large que possible. L'IF New Delhi est accrédité pour faire passer et délivrer différentes certifications internationales, comme: le DELF, le DALF ou le TCF.
L'Institut français joue un rôle de médiateur entre le monde universitaire français et les étudiants indiens, notamment en proposant des journées de sensibilisation à la culture et à la langue françaises et en abritant l'organisme Campus France. En 2011, c'était ainsi 2500 étudiants indiens qui choisissaient la France pour leurs études supérieures par cette voie, un chiffre en constante augmentation.
Des bourses d'études pour l'encouragement aux études supérieures sont proposées par l'ambassade de France et le ministère des Affaires étrangères aux citoyens français résidents en Inde, principalement aux niveaux maîtrise et doctorat.
En outre, l'IF de New Delhi créé et soutien des initiatives innovantes tels que Salledesprofs.com, le premier réseau social de professeurs de français en Inde, ou encore la création d'un "bachelor" en éducation option français depuis 2013, avec la coopération d'universités indiennes et françaises.

## Activités culturelles
Le centre culturel de l'institut participe à la scène culturelle locale et nationale, en créant des centaines d'évènements annuels. Ses activités s'opèrent également en ligne, par des projets réguliers d'encouragement à la culture. L'institut dispose d'une salle de conférence convertible en salle de cinéma, d'une galerie d'exposition, d'un club de lecture ainsi que d'un espace pour les plus jeunes.
L'IF participe également à des évènements externes, dans le cadre de la promotion de la culture et des échanges entre la France et l'Inde, et développe des partenariats avec d'autres entités culturelles, gouvernementales ou non-gouvernementales. Elle ainsi organisé ou accueilli plusieurs événements autour du livre et de l'édition francophone ainsi que des festivals de cinéma et des conférences depuis le début des années 2000.